# 앙투안 메이예
폴 쥘 앙투안 메이예(프랑스어: Paul Jules Antoine Meillet [ɑ̃twan mɛjɛ] 폴 쥘 앙투안 메예[*], 1866년 11월 11일 ~ 1936년 11월 10일)는 프랑스의 언어학자였다. 소르본 대학에서 공부하며 미셸 브레알, 페르디낭 드 소쉬르 등으로부터 영향을 받았다. 1890년에는 캅카스를 여행하며 아르메니아어를 연구했다. 돌아온 뒤 제네바로 떠난 소쉬르의 뒤를 이어 비교 언어학 강의를 계속 진행했다.
1897년 고대 슬라브어 연구로 박사학위를 받았다. 국립동양언어문화대학과 콜레주 드 프랑스에서 교편을 잡고 인도유럽어족의 역사와 구조를 가르쳤다. "인도유럽인이 어떻게 말했는지를 알고 싶은 사람은 리투아니아인 농부가 어떻게 말하는지를 들어보라"는 유명한 표현을 남겼다. 문법화(grammaticalisation)라는 용어를 처음으로 제시하고 형식화한 언어학자로 잘 알려져 있다.
폴 펠리오와 로베르 고티오(Robert Gauthiot)와 친한 동료로 지냈다. 이후 당대의 수많은 언어학자와 문헌학자들에게 중요한 멘토로 회자되었고, 에밀 뱅베니스트, 조르주 뒤메질, 앙드레 마르티네 등을 제자로 두었다.